# 사와다 히로유키
사와다 히로유키(일본어: 澤田 博行, 1974년 1월 29일 ~ )는 일본의 전 축구 선수이다.

## 구단 경력
1992년 재팬 풋볼 리그의 혼다 기연에 입단했다. 1993년 J1리그의 우라와 레즈로 이적했다. 1995년 재팬 풋볼 리그의 교토 퍼플 상가로 이적했다. 1995년 재팬 풋볼 리그 준우승으로 J1리그로 승격했다. 1998년부터 2004년까지 도난 SC 군마에서 뛰었다. 2004년후 현역 은퇴.